# Kira Ivanova
Pour les articles homonymes, voir Ivanova.
Kira Valentinovna Ivanova (en russe : Кира Валентиновна Иванова), née le 10 janvier 1963 à Moscou et morte le 18 décembre 2001 dans la même ville, est une patineuse soviétique qui fut médaillée de bronze olympique en 1984, une fois vice-championne du monde et quatre fois vice-championne d'Europe,.

## Biographie

### Carrière sportive
Elle est la seule patineuse soviétique à avoir obtenu une médaille olympique dans une épreuve individuelle féminine, lors des Jeux olympiques d'hiver de 1984 à Sarajevo.

### Reconversion
Après avoir arrêté sa carrière amateur en 1988, elle devient professionnelle et se produit dans des spectacles sur glace. En 1991, elle devient entraîneur pour enfants au Dynamo Moscou. Elle quitte son poste en 2001, alors qu'elle connaît des problèmes d'alcoolisme. À la fin de cette même année, elle est retrouvée morte dans son appartement moscovite, son corps présentant des blessures à l'arme blanche,.

## Palmarès

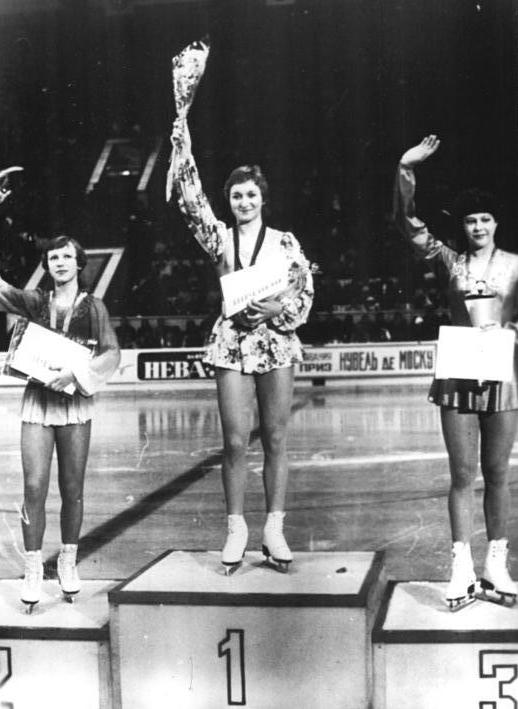
Kira Ivanova (à gauche), Carola Weißenberg et Marina Ignatova au Prix Moscow News 1978

| Compétitions principales        | 1978    | 1979    | 1980    | 1981    | 1982    | 1983    | 1984    | 1985    | 1986    | 1987    | 1988    |
| Jeux olympiques d'hiver         |         |         | 16e     |         |         |         | 3e      |         |         |         | 7e      |
| Championnats du monde           |         | 18e     |         | 12e     |         |         | 4e      | 2e      | 4e      | 5e      |         |
| Championnats d’Europe           |         | 10e     | 11e     | 7e      |         |         | 4e      | 2e      | 2e      | 2e      | 2e      |
| Championnats d'Union soviétique |         | 1re     |         | 1re     |         | D       | 4e      | 2e      | 2e      | 2e      | 1re     |
| Championnats du monde juniors   | 2e      |         |         |         |         |         |         |         |         |         |         |
|                                 |         |         |         |         |         |         |         |         |         |         |         |
| Autres compétitions             | 1977/78 | 1978/79 | 1979/80 | 1980/81 | 1981/82 | 1982/83 | 1983/84 | 1984/85 | 1985/86 | 1986/87 | 1987/88 |
| Skate America                   |         |         | 14e     |         |         |         |         |         |         |         |         |
| Skate Canada                    | 9e      | 6e      |         |         | 3e      |         |         |         |         |         |         |
| Moscou Skate                    |         | 2e      | 1re     |         | 2e      | 1re     | 1re     | 1re     |         | 1re     |         |
| Légende : D = Disqualifiée      |         |         |         |         |         |         |         |         |         |         |         |